# Gower (Missouri)
Gower – miasto w Stanach Zjednoczonych, w stanie Missouri, w hrabstwie Clinton.